# Hérode Ier le Grand
Pour les articles homonymes, voir Hérode.
Hérode Ier le Grand (en hébreu : הוֹרְדוֹס הַגָּדוֹל Horedos haGadol, grec ancien : Ἡρῴδης ὁ Μέγας Hêrôdês ho Mégas, en latin avec les tria nomina : Caius Iulius Herodes), fils d'Antipater, fait partie de la dynastie des Hérodiens. Il est né à Ascalon en 73 av. J.-C. et mort à Jéricho en 4 av. J.-C. Il est roi de Judée, État client de Rome, de 37 av. J.-C. à sa mort en 4 av. J.-C.
Hérode le Grand est l'un des personnages les plus importants de l'histoire de l'époque du Second Temple de Jérusalem, édifice auquel il confère son aspect monumental qui crée des discussions et encore de fortes passions. Son histoire est surtout connue par les écrits de Flavius Josèphe, lesquels, inspirés dans un premier ouvrage par les écrits du secrétaire d'Hérode Nicolas de Damas, lui sont particulièrement favorables. Un second ouvrage corrige ensuite le premier, peut-être sous l'influence de ses relations avec les juifs de Rome.
Pour consolider sa souveraineté, il retire le pouvoir politique aux prêtres qui dirigeaient la Judée depuis le début de l'époque du Second Temple. Pour écarter toute rivalité politique susceptible de menacer son pouvoir, il fait assassiner son épouse Mariamne ainsi que plusieurs de ses enfants.
Mais sa réputation de cruauté est surtout due à un passage de l'Évangile selon Matthieu (2, 16-18) qui relate un épisode connu sous le nom de massacre des Innocents. Selon cet évangile, les grands prêtres et les scribes du peuple juif auraient annoncé la naissance à Bethléem du « roi des Juifs », et Hérode, craignant un futur rival temporel, l'aurait fait rechercher pour le mettre à mort. Ne l'ayant pas trouvé (Fuite en Égypte), il aurait ordonné la mise à mort de tous les enfants mâles de la bourgade âgés de moins de deux ans, espérant qu'il serait du nombre. On peut aisément faire le parallèle entre ce récit et celui du début de l'Exode selon lequel le Pharaon d'Égypte aurait ordonné le meurtre de tous les nouveau-nés mâles des esclaves hébreux. L'historicité de ce massacre, remise en cause par Voltaire dans l'article « Innocents » de son Dictionnaire philosophique, continue de faire débat parmi les spécialistes,,,.

## Biographie

### L'accession au pouvoir
| \| Ptolémaïs Antipatris Ashdod Beer-Sheva Beth Guvrin Césarée Gaza Hébron Joppé Jéricho Jérusalem Lydda Sébaste Panéion Tibériade Philadelphie Scythopolis Gadara Hippos Raphana Dion Gerasa Pella Avdat Mamshit Haluza Shivta Pétra Massada Hérodion Alexandrion Hyrcania Machéronte Ashkelon Tyr \| Principaux sites de la Judée hérodienne (en rouge, les villes ne relevant pas de la Judée). |
| Ptolémaïs Antipatris Ashdod Beer-Sheva Beth Guvrin Césarée Gaza Hébron Joppé Jéricho Jérusalem Lydda Sébaste Panéion Tibériade Philadelphie Scythopolis Gadara Hippos Raphana Dion Gerasa Pella Avdat Mamshit Haluza Shivta Pétra Massada Hérodion Alexandrion Hyrcania Machéronte Ashkelon Tyr                                                                                                   |

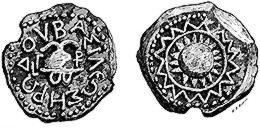
Pièce de cuivre d'Hérode.

Antipater, principal conseiller du grand prêtre Hyrcan II, mais qui dans les faits gouverne la Judée, nomme en 47 av. J.-C. son fils aîné Phasaël stratège de Jérusalem et son fils cadet Hérode stratège de Galilée. L'exécution par ce dernier d'un haut personnage appelé Ezéchias, chef des insurgés galiléens, amène l'élite sacerdotale et le grand prêtre Hyrcan II à contester son action. Hérode est sommé de se justifier devant le Sanhédrin. Appuyé par le gouverneur de Syrie Sextus César et à la suite d'une intervention ambiguë du leader pharisien Saméas (Shemayah ou Shammaï ?), Hérode est acquitté. Sextus César le nomme alors stratège de Cœlé-Syrie et de Samarie (46 av. J.-C.).
Après le meurtre de Jules César le 15 mars 44 av. J.-C., Antipater et son fils Hérode se rallient au gouverneur de Syrie, Caecilius Bassus, ex-partisan de Pompée. Celui-ci s'empresse de demander un tribut de 700 talents qu'Antipater sollicite auprès des notables du royaume. Hérode s'acquitte de son tribut de 100 talents. Comme Malichus, chargé par Antipater de la région comprenant Gophna (en), Emmaüs, Lydda et Thamna, tarde à verser son tribut, Cassius marche sur ce district. Mais Antipater prévient le conflit par un versement de 100 talents. Cette « politique de pots-de-vin permet à Antipater et à ses fils d'être confirmés dans leurs fonctions ». Antipater meurt empoisonné par Malichus qui rêvait de prendre sa place. Hérode, appuyé par Cassius qui l'a nommé intendant de Syrie, venge son père en faisant assassiner Malichus près de Tyr (43 av. J.-C.).
En 42 av. J.-C., le départ de Cassius de Syrie entraîne des troubles en Judée. Antigonos, fils d'Aristobule, essaie en vain d'entrer en scène, tandis que le tyran de Tyr, Marion, s'empare d’une partie de la Galilée.
Après la victoire d'Antoine et d'Octave à la bataille de Philippes (42 av. J.-C.), plusieurs délégations juives viennent se plaindre auprès d’Antoine des fils d’Antipater, Phasaël et Hérode. Hérode prend les devants et part à la rencontre d'Antoine. Il lui remet une importante somme d'argent pour éviter d'avoir à se justifier. Antoine est ravi : le prix payé par Hérode dépasse ses attentes. Phasaél et Hérode sont confirmés dans leurs fonctions, mais aussi promus « tétrarques », titre supérieur à celui de stratège (41 av. J.-C.).
En 40 av. J.-C., les Parthes envahissent Israël et soutiennent Antigonos pour prétendre au trône de Judée au détriment d'Hyrcan II. Les deux partis s’affrontent dans Jérusalem. Le général parthe invite Phasaël et Hérode à se rendre devant son chef, le satrape Barzapharnès, pour faire la paix. Hérode refuse, mais Phasaël accepte avec Hyrcan II. Ils sont faits prisonniers. Hérode parvient à sortir de Jérusalem avec 9 000 hommes et emmène sa famille. Le convoi tombe dans une embuscade. En ce lieu sera par la suite édifié l'Hérodion en souvenir de ce qu'Hérode appellera son plus grand combat. Il parvient à mettre sa famille en sécurité à Massada et va chercher du renfort à Pétra. Les Parthes s'emparent alors de Jérusalem, descendent le long de la côte jusqu'à Gaza et s'installent en Idumée. Pour une courte période toute la Syrie y compris la Judée a été subjuguée, à quelques exceptions près, dont la ville fortifiée de Tyr. Se sachant prisonnier, Phasaël se suicide et Hyrcan II est emmené prisonnier par les Parthes en Parthiène. Avant sa déportation, son neveu Antigone II Mattathiah obtient qu'une de ses oreilles soit tranchée, ce qui lui interdit définitivement de pouvoir exercer la fonction de Grand prêtre d'Israël. « À Jérusalem, libérée ou occupée par les Parthes, selon le point de vue qu'on adopte, Antigonos est intronisé à la fois comme roi et grand-prêtre. Le royaume hasmonéen a officiellement été restauré, mais dans les faits, c'est un protectorat parthe ».
Hérode, mal reçu par le roi de Nabatène Malichos Ier, rejoint Alexandrie puis Rome. Bien reçu par Antoine et Octave, il est proclamé roi de Judée à l'unanimité du Sénat romain en décembre 40 av. J.-C.. La décision du Sénat « est exceptionnelle, les Romains ayant pour principe de n'accorder le titre royal qu'aux descendants des anciennes dynasties ».
Mais le succès initial rencontré par les Parthes est sans lendemain : en 39 av. J.-C., le général romain Publius Ventidius Bassus contre-attaque et vainc Labienus, qui est tué au cours de la bataille,. Il défait ensuite Pacorus Ier lors de la bataille de Gindarus en Syrie du nord, lors de laquelle celui-ci est tué,,.
Hérode reprend pied en Israël avec l'appui de l'armée romaine victorieuse des Parthes. Il débarque en 39 av. J.-C. à Ptolémaïs, cité phénicienne qui a réussi à résister aux assauts des Parthes. Cinq « lochoi » de soldats juifs (env. 2 500 hommes) l'y attendent, il enrôle aussi des mercenaires étrangers. Longeant la côte en direction du sud, il s'empare de Joppé. « Il pénètre ensuite en Idumée où il est accueilli en libérateur » et délivre sa famille à Massada. Mal soutenu par le général romain Silo, il doit abandonner l'attaque de Jérusalem. Pendant l’hiver 38 av. J.-C., maître de la côte, de l'Idumée et de la Samarie, il achève de prendre le contrôle de la Galilée en pourchassant les bandes de brigands et maquisards. Comme le général romain Machaeras a une attitude ambiguë, Hérode rencontre Antoine à Samosate et celui-ci donne des instructions précises à Sosius, le gouverneur de Syrie.
Pendant l'absence d'Hérode, la situation de ses partisans empire : Joseph, frère d'Hérode, est tué dans une embuscade près de Jéricho, la Galilée se révolte et les notables partisans d'Hérode sont noyés dans le lac de Génésareth. Renforcé par les deux légions de Caius Sosius, Hérode reprend le contrôle de la Galilée et de Jéricho et bat les partisans d’Antigonos près d'Isana. Au printemps 37 av. J.-C., il met le siège devant Jérusalem. Il est épaulé par les troupes romaines de Sosius. « Hérode donne l'ordre d'abattre tous les arbres des environs afin de construire trois gigantesques plates-formes. Puis, laissant ses hommes à l'ouvrage, il s'absente quelques jours, le temps d'aller se marier en Samarie avec Mariamne l'Hasmonéenne, petite-fille d'Hyrcan II et nièce d'Antigonos ». Jérusalem tombe au bout de cinq mois. Antigone se rend à Sosius qui l'envoie à Marc Antoine, malgré les protestations d'Hérode qui veut l'exécuter sur le champ. Antoine se laisse persuader par les cadeaux d'Hérode : Antigone est finalement décapité. Il est le premier roi exécuté par les Romains. Hérode prend le titre de roi des Juifs.

### Le règne

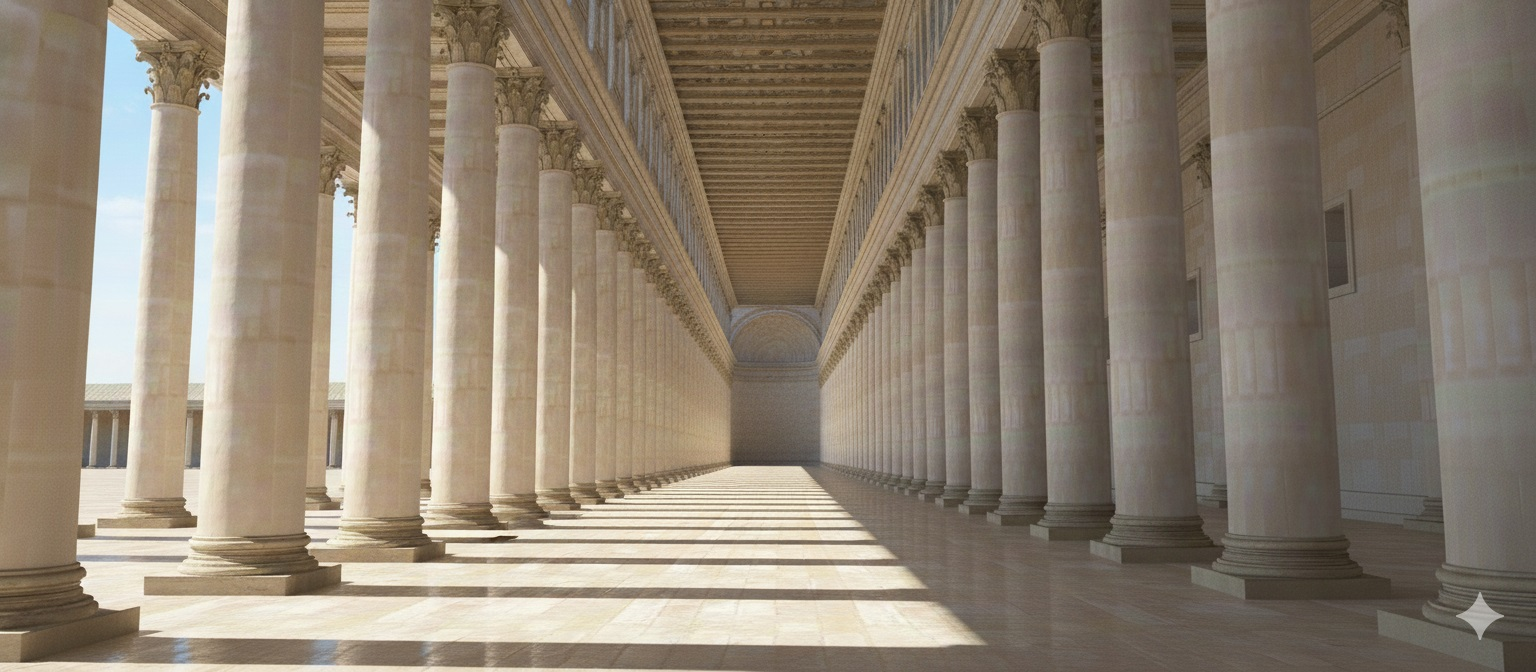
Restitution de la Stoa royale (ou Basilique) d'Hérode au grand temple de Jérusalem, vers 65 après J. C.

Hérode consolide son pouvoir de 36 av. J.-C. à 25 av. J.-C.. Il fait exécuter 45 notables du parti d'Antigonos, probablement des Sadducéens membres du Sanhédrin. Le Sanhédrin lui-même ne dispose plus que d'un pouvoir judiciaire religieux. Hérode fait revenir Hyrcan II de Babylone et nomme grand-prêtre Ananel (en). Il s'allie aux Hasmonéens par son mariage avec Mariamne, fille d'Alexandra et petite-fille d'Hyrcan II. Il fait nommer grand-prêtre à l'âge de 17 ans Aristobule III, frère de Mariamne (35 av. J.-C.), puis le jugeant trop populaire, le fait noyer dans une piscine près de Jéricho. S'appuyant sur Cléopâtre VII d'Égypte, la belle-mère d'Hérode, Alexandra, fille d'Hyrcan II, obtient qu'Hérode soit convoqué devant Antoine. Appuyé par ses présents, Hérode parvient à se justifier. À son retour, il fait exécuter son beau-frère Joseph et emprisonner Alexandra.
En 31 av. J.-C., Cléopâtre obtient d'Antoine la région de Jéricho et un tribut des Nabatéens. Comme ceux-ci cessent bientôt de payer, Cléopâtre exige d'Hérode qu'il leur déclare la guerre.
Hérode vainc les Nabatéens, rencontre Octave à Rhodes après sa victoire à Actium. Octave confirme la royauté d'Hérode (printemps de l'année 30 av. J.-C.) et lui restitue la région de Jéricho à laquelle il ajoute Gadara, Hippos, Samarie, Gaza, Anthédon, Joppé et la tour de Straton.
Hérode fait périr les derniers membres de la famille hasmonéenne : Hyrcan II (30 av. J.-C.) puis sa propre épouse Mariamne (29 av. J.-C.) et sa belle-mère Alexandra (la fille d'Hyrcan II, v. 28 av. J.-C.). La mort de Mariamne, la seule de ses dix femmes qu'il aimait, accusée d'infidélité par Salomé I, la sœur d'Hérode, accable le roi de chagrin et le laisse au bord de la folie. C'est du moins, l'interprétation peut-être fortement remaniée par Nicolas de Damas, l'historien officiel du roi. Du fait des exécutions, dont celles de Alexandre, Aristobule IV et Antipater II, trois de ses propres fils qu'il suspectait de comploter pour l'évincer du pouvoir, Hérode acquiert la réputation d'un tyran sanguinaire et paranoïaque.
Afin de limiter le pouvoir des familles sacerdotales attachées au Temple de Jérusalem, Hérode nomme de préférence des grands prêtres d'origine étrangère (égyptienne ou babylonienne), tels que Hananel, Josué ben Phabi ou Simon ben Boëthus. Ces derniers sont à l´origine des familles qui fourniront la plupart des grands prêtres qui officieront jusqu'à la destruction du Second Temple.

### Le bâtisseur

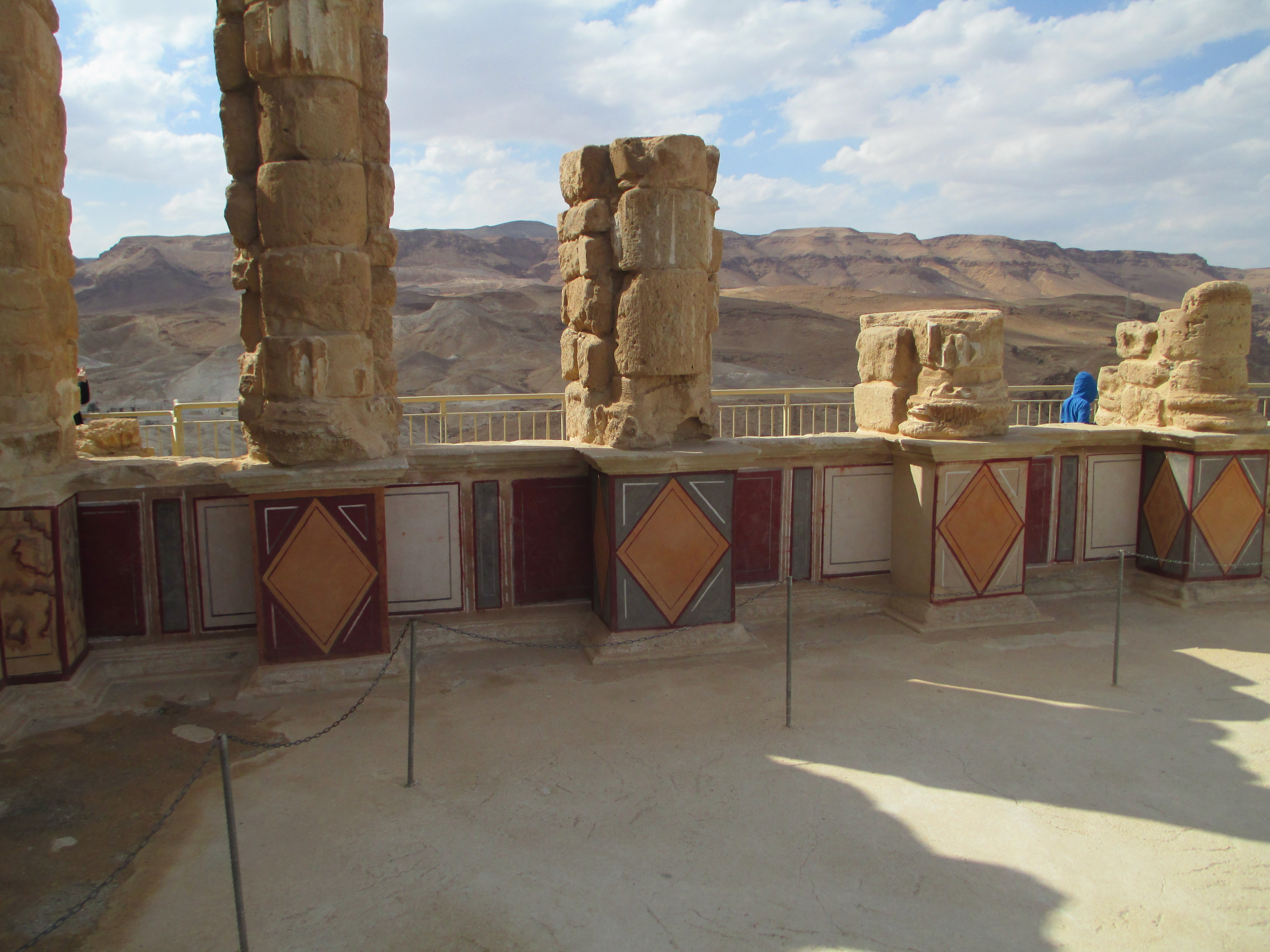
Palais nord de Massada construit par Hérode en 25 av. J.-C..

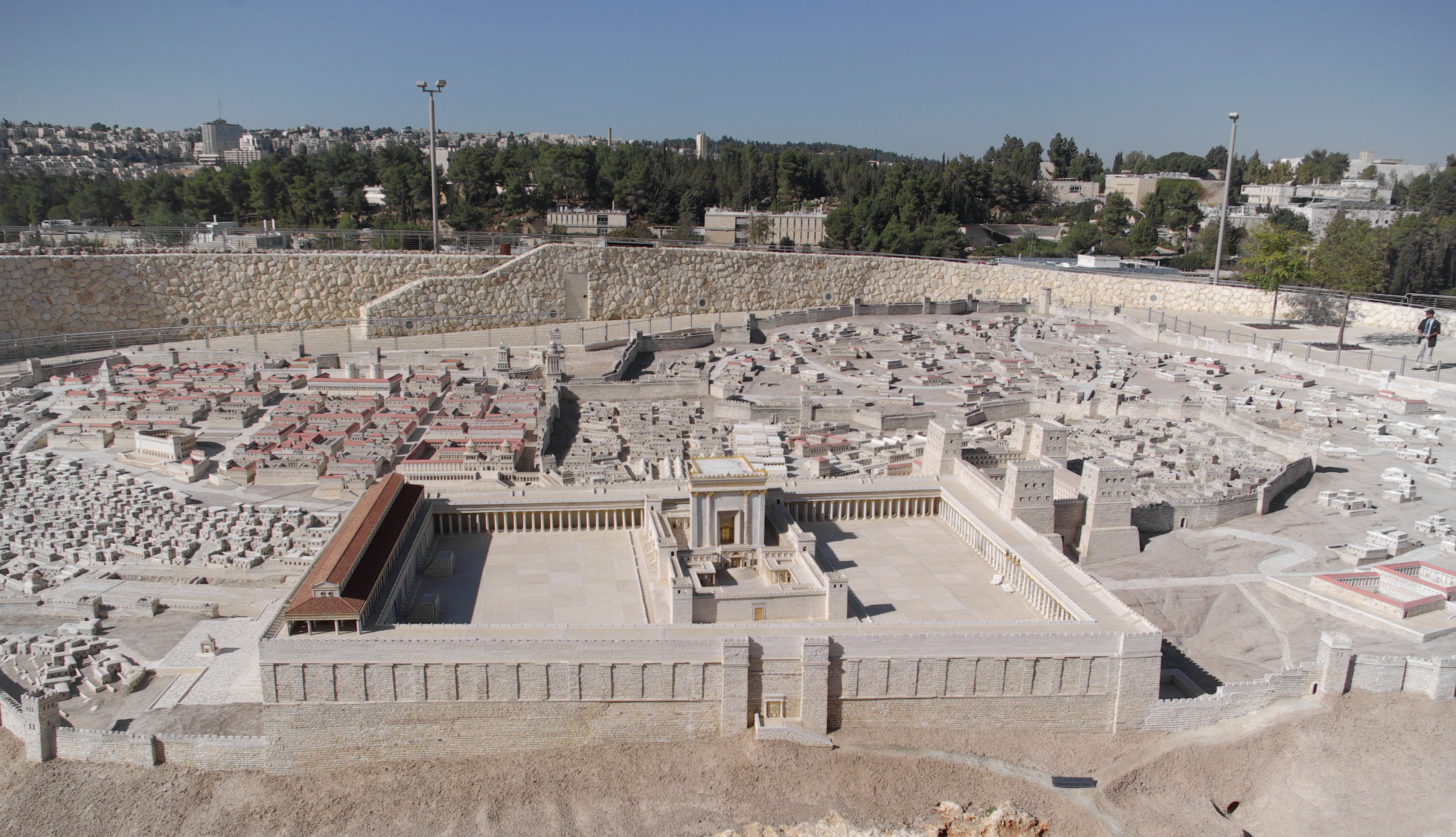
Reconstitution du Temple d'Hérode. Sur la droite, la forteresse Antonia (maquette du musée d’Israël à Jérusalem).

Grand bâtisseur, utilisant la technologie romaine, Hérode se lance dans de grands travaux de construction de 29 av. J.-C. à 9 av. J.-C. : théâtre et amphithéâtre de Jérusalem, puis reconstruction du Temple de Jérusalem à partir de 20 av. J.-C. qui est un immense chantier où travaillent jusqu'à dix mille ouvriers. Il restaure la forteresse du Temple, l'Antonia, et les murailles de Jérusalem, fonde et rebâtit de nombreuses autres villes : Sébaste (Samarie), Panéion, près des sources du Jourdain, Césarée (Tour de Straton ainsi qu'un temple sur une colline dominant le port), Agrippium (Anthédon), Antipatris (Afek) aux sources du Yarkon, Phasaélis (au nord de Jéricho), ainsi que de nombreuses forteresses : Cypros, Hérodion, Massada, Alexandréion, Hyrcania, Machéronte. Il élève aussi des monuments publics dans plusieurs villes de la côte méditerranéenne, à Tripoli, Ptolémaïs, Byblos, Béryte, Tyr, Sidon, Laodicée, Ascalon, dans les îles (Cos, Rhodes) ainsi qu’à Damas, Antioche, Athènes et Sparte. Le port artificiel de Césarée, sur une côte plate et pauvre en mouillages, est un des plus grands travaux de génie civil de cette période.

### Les finances
Ces grands travaux ont été permis par une économie florissante qui révèle la prudence d'Hérode. Le roi a commencé son règne à court d'argent, notamment en raison du coût de la guerre, des destructions et des nombreux pots-de-vin. Les territoires donnés à Cléopâtre ont aussi limité longtemps ses revenus. Il semble qu'il a pourtant toujours su maximiser ses recettes, au point que l'empereur Auguste a même été surpris de son efficacité économique. Plus tard, il acquiert de grandes richesses grâce à la possession des oasis comme Jéricho et à de nombreux impôts.
Les spécialistes se demandent s'il devait payer un tribut aux Romains. Peut-être qu'il avait un devoir moral de payer régulièrement des grandes sommes, afin de montrer sa loyauté, sans avoir été astreint à un paiement fixe. Cette absence de contrainte permanente peut avoir contribué à sa grande richesse. A sa mort, il laisse à ses successeurs des territoires très rentables, rapportant chaque année plus de mille talents d'argent, beaucoup plus que la Judée ne rapportait à Cassius (700 talents).

### L'héritage

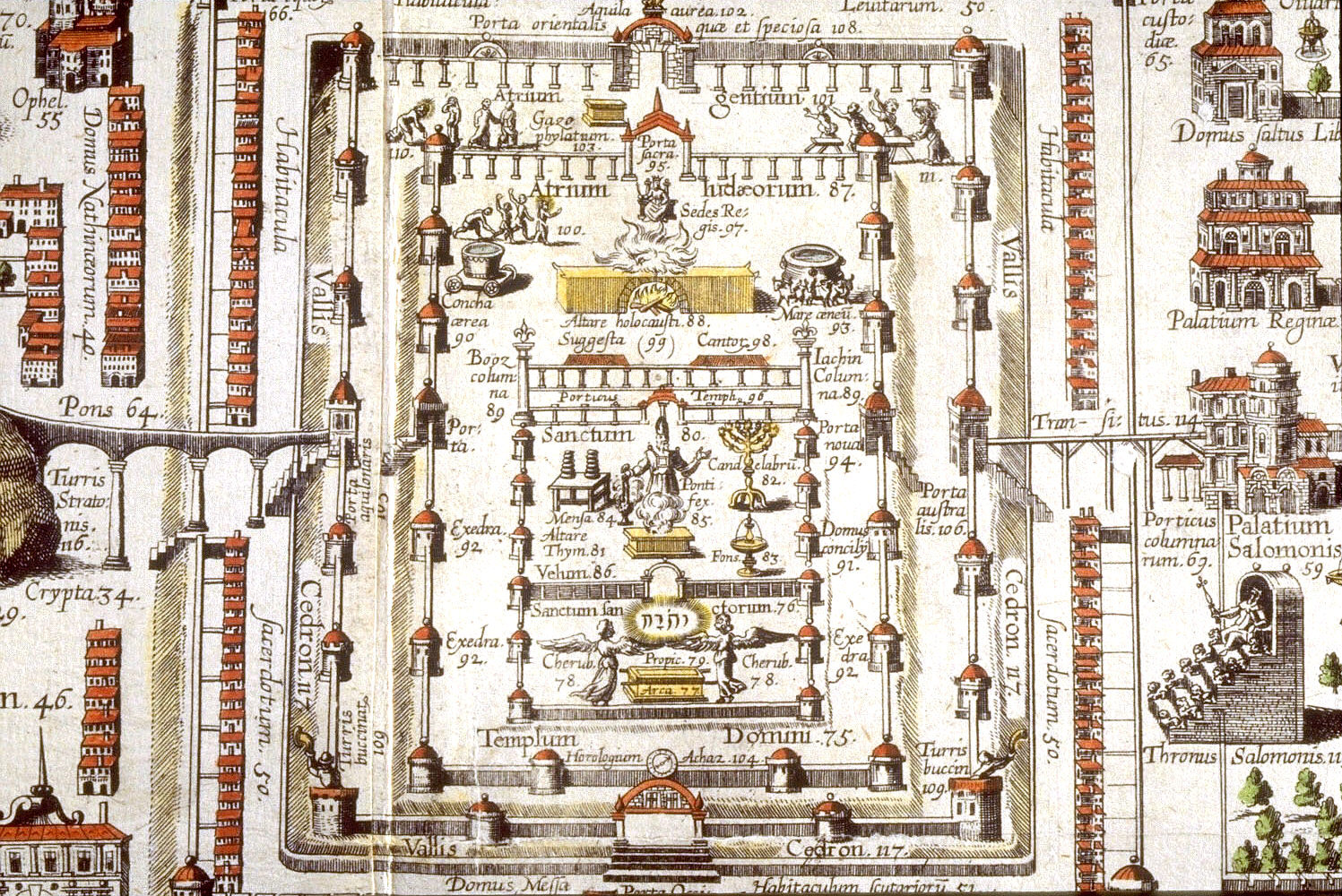
Le temple de Jérusalem d'après Christian van Adrichom (1533-1585).

À la mort d'Hérode Ier le Grand, peut-être de la gangrène de Fournier en 4 av. J.-C., son royaume, conquis grâce à un mélange d'habileté diplomatique et de guerres impitoyables, est divisé entre ses trois fils, Archélaos recevant la moitié du royaume (Judée) et le titre d'ethnarque, Hérode Antipas et Philippe recevant chacun un quart du territoire, respectivement la Galilée et la Trachonitide, ainsi que les titres de tétrarques. Plus tard, le royaume d'Hérode disparaîtra et la Judée sera incorporée à la Syrie.
Nicolas de Damas, professeur, ami et conseiller d'Hérode écrit 144 livres historiques à la louange d'Hérode. Il constitue un dossier des divers documents officiels concernant le droit des Juifs de la Diaspora, notamment en Asie Mineure et dans les îles ioniennes.
La bienveillance d'Hérode pour les Grecs païens et les Samaritains lui a valu l'hostilité des Pharisiens. Flavius Josèphe prétend qu'à la veille de sa mort, il avait voulu ordonner un massacre des docteurs pharisiens « pour être sûr que les Juifs pleureraient après sa mort ». Au contraire, un courant juif minoritaire, les Hérodiens, le considérait comme le Messie annoncé[réf. nécessaire].
La tradition chrétienne, à partir des Évangiles, est constamment hostile à Hérode. Elle lui attribue le massacre des Innocents. Dans l'iconographie et dans les mystères médiévaux, il est représenté en vieillard cruel et tyrannique.[réf. nécessaire]

## Le tombeau
« Aussitôt s'élevèrent des acclamations en l'honneur d'Archélaüs les soldats, rangés par bataillons, vinrent, avec le peuple, lui promettre leur dévouement et invoquer sur lui la protection de Dieu. Ensuite on s'occupa des funérailles du roi. Archélaüs n'épargna rien pour qu'elles fussent magnifiques. Il étala tous les ornements royaux qui devaient accompagner le mort dans sa tombe. Sur un lit d'or massif, constellé de pierreries, était jeté un tapis de pourpre brodé de couleurs variées : le corps reposait sur cette couche, enveloppé d'une robe de pourpre, la tête ceinte du diadème, surmontée d'une couronne d'or, le sceptre dans la main droite. Autour du lit marchaient les fils d'Hérode et la foule de ses parents, et après ceux-ci les gardes, les mercenaires thraces, germains et gaulois, tous dans leur équipement de guerre. Tout le reste de l'armée formait escorte ; elle s'avançait en armes, accompagnant en bon ordre les généraux et les commandants ; venaient, enfin, cinq cents serviteurs et affranchis, portant des aromates. Le corps fut ainsi transporté sur un parcours de 200 stades jusqu'à Hérodion, où il fut enseveli comme le roi l'avait prescrit. Ainsi finit le règne d'Hérode. »
— Flavius Josèphe
Le 7 mai 2007, une équipe d'archéologues menée par le professeur Ehud Netzer, de l'Université hébraïque de Jérusalem, a annoncé avoir découvert la tombe d'Hérode au sommet de l'Hérodion, à une douzaine de kilomètres au sud de Jérusalem. Les fouilles avaient été entreprises en 1950 par un groupe de moines franciscains, puis reprises en 1972 par des archéologues israéliens sous la direction d'Ehud Netzer.
En février 2013, une exposition au musée d'Israël montre le sarcophage, d'où une première polémique, le Hérodion étant en Cisjordanie. Une autre polémique, un peu plus tard, porte sur l'authenticité du monument, dont les dimensions et les caractéristiques ne semblent répondre ni au goût de la grandeur d'Hérode, ni à son sens architectural.